# Канцлер герцогства Ланкастерского
Канцлер герцогства Ланкастерского (англ. Chancellor of the Duchy of Lancaster) — должность в правительстве Великобритании.
Исторически это был представитель короны по управлению поместьями, составляющими личную собственность британского королевского дома и находящимися главным образом в графстве Ланкашир. Отделение герцогства Ланкастерского от прочих коронных земель последовало в царствование Генриха IV; с тех пор оно имело самостоятельное управление и даже свои особые суды.
В настоящее время фактически круг вопросов, решаемых лицом, занимающим эту должность, не очерчен. Можно сказать, что эта должность является синекурой для политиков, чей политический вес уже не оказывает влияния на государственные дела, но которые сохраняют почёт и уважение. Единственной чётко установленной обязанностью их является назначение мировых судей королевства.

## Список (неполный)
- 1486—1503 — Реджинальд Брей
- 1525—1529 — Томас Мор
- 1587—1590 — Фрэнсис Уолсингем
- 1597—1599 — Роберт Сесил (впоследствии: 1-й граф Солсбери)
- 1649—1654, 1758—1659 — Джон Брэдшо
- 1783, 1806—1807 — Эдвард Смит-Стенли, 12-й граф Дерби
- 1786—1803 — Чарльз Дженкинсон, 1-й барон Хоксбери (с 1796 — 1-й граф Ливерпуль)
- 1804—1805 — Генри Фипс, 1-й граф Малгрейв
- 1808—1812 — Спенсер Персиваль
- 1828 — Джордж Гамильтон-Гордон, 4-й граф Абердин
- 1830—1834, 1835—1840 — Генри Ричард Вассалл-Фокс, 3-й барон Холланд
- 1840—1841, 1864—1865 — Джордж Вильерс, 4-й граф Кларендон
- 1846—1850 — Джон Кэмпбелл, 1-й барон Кэмпбелл
- 1850—1852 — Джордж Уильям Говард, 7-й граф Карлайл
- 1854—1855 — Гренвиль Левесон-Гоуэр, 2-й граф Гренвиль
- 1861—1864 — Эдвард Кардуэлл (впоследствии 1-й виконт Кардуэлл)
- 1866 — Джордж Иоахим Гошен
- 1868—1872 — Фредерик Гамильтон-Темпл-Блэквуд, 5-й барон Дафферин и Клэйнбойе (с 1871 — 1-й граф Дафферин; впоследствии 1-й маркиз Дафферин и Ава)
- 1872—1873 — Хью Чайлдерс
- 1873—1874, 1880—1882 — Джон Брайт
- 1882 — Джон Вудхауз, 1-й граф Кимберли
- 1892—1894 — Джеймс Брайс (впоследствии 1-й и последний виконт Брайс)
- 1905—1908 — Генри Хартли Фаулер (с 1908 года — 1-й виконт Уолверхэмптон)
- 1909—1910, 1915—1916 — Герберт Сэмюэл (впоследствии 1-й виконт Сэмюэл)
- 1915 — Уинстон Черчилль
- 1919—1921 — Дэвид Линдси, 27-й граф Кроуфорд
- 1929—1930 — Освальд Мосли
- 1930—1931 — Клемент Эттли
- 1931 — Филип Керр
- 1941—1943 — Дафф Купер
- 1950—1951 — Александер, Альберт Виктор
- 1987—1988 — Кларк, Кеннет Гарри